# Elis Mossberg
Karl Elis Mossberg, född 21 november 1881 i Persberg, Färnebo församling, Värmlands län, död 6 juli 1941 i Ludvika, Kopparbergs län, var en svensk bergsingenjör. Han var bror till Erland och Olof Mossberg.
Mossberg, som var son till gruvdisponenten Carl Erland Mossberg och Maria Lovisa Jansson, avlade efter mogenhetsexamen i Karlstad 1899 avgångsexamen från vid Kungliga Tekniska högskolans fackavdelning för bergsvetenskap 1904. Han var auskultant och e.o. tjänsteman i Kommerskollegium 1904, gruvmätare och gruvingenjör i Grängesberg 1905–1912, konsulterande ingenjör i Ludvika från 1912, styrelseledamot i Mellansvenska gruvförbundet från 1916 och var verkställande direktör i AB Järnmalm i Ludvika 1917–1920. Han verkade vid Fosdalens Bergverks A/S från 1919 samt i A/S Nordiske Grubekompagni och Øgsfjordens Malmfelter A/S, alla i Norge, och var verkställande direktör i Ställbergs Gruv AB i Bångbro från 1926, i Dalkarlshytte AB i Ludvika från 1933, i Stripa odalgruva (från 1939 Stripa Gruv AB) i Guldsmedshyttan från 1934, i Ingelsgruve AB i Lindesberg från 1937 och i Idkerbergets Gruv AB i Ludvika från 1939.